# Il guanto dell'infinito
Il guanto dell'infinito (in inglese The Infinity Gauntlet) è una miniserie a fumetti composta di sei albi, pubblicata negli Stati Uniti d'America dalla Marvel Comics da luglio a dicembre 1991. La saga è stata scritta da Jim Starlin e disegnata da George Pérez e Ron Lim ed è incentrata sui personaggi di Adam Warlock, Silver Surfer e Thanos.

## Storia editoriale
La saga è il culmine degli eventi cominciati nel n. 34 della terza serie di Silver Surfer e nella miniserie Thanos Quest.
Nel 1991 George Pérez firmò per disegnare una serie di sei numeri ma a causa dello stress causatogli dal suo lavoro come sceneggiatore e disegnatore su Wonder Woman e come disegnatore su Guerra degli Dei della DC Comics, non fu in grado di completare tutti i sei numeri della serie e lasciò mentre stava lavorando al quarto numero e venne sostituito da Ron Lim. Pérez rimase come inchiostratore delle cover di Lim.
La saga ebbe due seguiti, La guerra dell'infinito (Infinity War) e La crociata dell'infinito (Infinity Crusade), entrambe scritte da Starlin e disegnate da Lim.
La prima edizione italiana è stata pubblicata a partire da aprile 1993 da Play Press e ristampata da Panini Comics nel febbraio 2010 in un unico volume della serie Marvel Gold, e a settembre 2010 nel numero 80 della serie Super-Eroi Le grandi saghe distribuita in allegato alla Gazzetta dello sport e al Corriere della sera.

## Trama
Tutto inizia da un incarico che la Morte assegna a Thanos, al quale concede di tornare in vita: secondo la Morte l'equilibrio dell'universo è sbilanciato dalla troppa vita, perciò il compito di Thanos sarà quello di uccidere la metà degli esseri senzienti di tutto l'universo; perché Thanos possa riuscirci la Morte ne aumenta i già grandi poteri. L'ambizione del titano va però oltre: per essere considerato pari dalla Morte, di cui è innamorato, Thanos usa un mezzo che questa gli mette a disposizione, il Pozzo dell'Infinito, che gli permette di localizzare le sei Gemme dell'Infinito, cardini dell'universo.
Queste, per caso o per saggezza, erano state separate e affidate ognuna agli Antichi dell'Universo, esseri potentissimi ma a volte ottusi, che, pur beneficiandone, erano inconsapevoli della loro vera natura.
Il temibile Thanos sconfigge gli antichi uno dopo l'altro e unisce le sei Gemme dell'Infinito (raccolte nella miniserie Thanos Quest) sul suo guanto sinistro, formando così il cosiddetto Guanto dell'Infinito. Ogni Gemma garantisce al suo portatore il completo controllo su un aspetto del multiverso: Tempo, Spazio, Mente, Anima, Realtà e Potere; ma riunite assieme il potere e la conoscenza che esse danno sono indescrivibili.
Ormai invincibile e desideroso di compiacere Morte, Thanos crea nello spazio un santuario in onore di se stesso e della Morte; e per testimoni delle sue imprese vi trasporta sua nipote Nebula, mantenendola nello stato semicarbonizzato che aveva preceduto la sua fine, ed Eros, suo odiato fratello. Decide quindi di mostrare alla Morte una prova del suo amore eliminando, solo con uno schiocco di dita, metà degli esseri viventi dell'universo (tra cui gli X-Men, Devil e i Fantastici Quattro).
Nemmeno questo atto tremendo riesce a smuovere verso Thanos il cuore della Morte, che ora si considera ingannata e sottomessa da un essere ormai molto più potente di lei. A questo punto la frustrazione di Thanos si traduce in uno scatto di rabbia, e quasi involontariamente il titano emana un'onda di energia e forza che distrugge stelle giganti rosse, sposta pianeti dalle orbite e devasta un quarto della nostra galassia. Persino la lontanissima Terra viene allontanata dal sole tra spaventosi terremoti.
Gli eroi terrestri sopravvissuti si uniscono - guidati da un risorto Adam Warlock - per combattere Thanos. Prima che la battaglia abbia luogo, Adam Warlock, consapevole che i potentissimi eroi terrestri saranno sacrificati solo per un diversivo, cerca di coalizzare le entità cosmiche, che pur considerandolo inizialmente come un essere insignificante, si convincono di dover seguire il suo piano, in quanto Adam Warlock ha un rapporto unico con le sei gemme, avendo a lungo vissuto all'interno della Gemma dell'Anima.
La più potente delle entità, il Tribunale Vivente, il giudice di tutte le realtà, decide di non fare parte della coalizione, in quanto secondo i suoi criteri l'ascesa di Thanos altro non è che selezione naturale, un canone antico a cui l'universo deve sottostare.
Un'entità cosmica che incarna il male, Mefisto, è intanto rimasto servilmente attaccato a Thanos e gli suggerisce, per impressionare Morte, di dare agli eroi una piccola possibilità di vincere. Ma anche limitando i propri poteri accecando di proposito le proprie percezioni riguardo a Tempo, Mente e Anima, Thanos li sconfigge facilmente, uccidendo gran parte di loro.
Adam Warlock aspettava appunto che Thanos si rilassasse in una facile battaglia per dare il via a Silver Surfer, sperando che quest'ultimo grazie alla sua velocità attraversasse lo spazio cosmico tanto velocemente da sfilare il guanto a Thanos. Ma, inaspettatamente, Surfer manca il guanto di un soffio, e tanto basta perché Thanos si renda conto di quanto si fosse volutamente reso vulnerabile, e ritorni quindi ai suoi pieni poteri, giusto in tempo per percepire e prevedere l'arrivo delle entità cosmiche.
Thanos le sfida e le invita a sottomettersi, ma le entità lo attaccano. Questa volta le forze dello scontro sono tali da sconvolgere la stabilità dell'universo e le leggi della natura, ma i poteri di Thanos sono tali da vanificare attacchi che includono energia paragonabile a quella delle stelle, e pianeti scagliatigli contro come armi.
Thanos prosegue nel suo piano imprigionando molte entità cosmiche, tra cui Galactus, lo Straniero, il titano Kronos, Eon, le entità Amore ed Odio, due Celestiali, Mastro Ordine, Lord Caos. Giunge infine Eternità, l'attuale incarnazione dell'universo, costretta a sfidare Thanos per mantenere il proprio ruolo. Dopo aver sconfitto e imprigionato anche Eternità, Thanos decide di abbandonare il suo corpo mortale e diventa l'incarnazione vivente dell'universo, lasciando però il Guanto sulla mano del suo corpo abbandonato.
Inaspettatamente, Nebula, presunta nipote di Thanos, la presenza vicina meno considerata, ne approfitta e prende per sé il Guanto dalla mano del suo corpo abbandonato: ripreso il suo aspetto migliore, annulla quindi tutte le azioni compiute da Thanos, riportando in vita i morti e invertendo i danni subiti dall'universo. Adam Warlock ora vede una concreta speranza, ma teme anche che la mente di Nebula, meno fine di quella di Thanos, possa rimanere sconvolta dall'enormità di conoscenza che sta assimilando dal guanto e appronta un altro piano. 
In seguito ad un'altra battaglia a fianco agli eroi e alle divinità cosmiche, Adam Warlock, dopo aver approfittato di Thanos per essere riassorbito dalla Gemma dell'Anima, tramite questa diventa il possessore del Guanto, e ignorando le proteste dei suoi alleati decide di tenerlo per sé, considerandosi il più adatto a gestirne con consapevolezza il potere.
Viaggiando in un non lontano futuro, Warlock raggiunge Thanos, che sapeva essere ancora in vita. Il potentissimo titano, che poco prima aveva piegato l'universo ai suoi voleri, adesso lavora in una fattoria, e ormai non ha più ambizioni cosmiche, avendo già sperimentato il più grande dei poteri. Warlock, soddisfatto nel vedere che il titano non è più una minaccia, decide dunque di lasciarlo vivere.

## Pubblicazione

### Prologo
- Silver Surfer nn. 34-38
- The Thanos Quest nn. 1-2
- Silver Surfer nn. 44-50
- Quasar n. 24
- Cloak and Dagger n. 18

### Tie-in
- Silver Surfer nn. 51-59
- Doctor Strange, Sorcerer Supreme (Vol. 3) nn. 31-35
- Hulk nn. 383-385
- Quasar nn. 26-27
- Sleepwalker nn. 6-7
- Spider-Man n. 17

### Epilogo
- Silver Surfer n. 60
- Warlock and the Infinity Watch n. 1
- Doctor Strange, Sorcerer Supreme n. 36[3]

## Edizioni
- Marvel Gold: Il guanto dell'infinito, Panini Comics, 256 pagine - ISBN 9788863466164

## Altri media
La storia del guanto dell'infinito è stata presa come spunto di partenza per sviluppare la trama dei film Avengers: Infinity War e Avengers: Endgame. Compare per la prima volta nella scena post-credit di Avengers: Age of Ultron, per poi diventare il principale elemento dei due sequel. Nel Marvel Cinematic Universe compaiono tre guanti dell'infinito. Il primo è quello di Thanos, creato dal nano forgiatore Eitri e indossato dal titano pazzo a partire dalla scena dopo i titoli di coda di Avengers: Age of Ultron fino al prologo di Avengers: Endgame, ed è al centro della trama di Avengers: Infinity War. Viene utilizzato per ben due schiocchi, eseguiti entrambi da Thanos: il primo avviene nel finale di Avengers: Infinity War ed è conosciuto come lo "Snap" o la "Decimazione", poiché porta alla cancellazione della metà degli esseri viventi dell'universo; il secondo avviene fuori scena, 2 giorni prima dell'inizio di Avengers: Endgame, e serve a distruggere le sei Gemme dell'Infinito. Il secondo guanto viene costruito da Tony Stark, Bruce Banner e Rocket Raccoon in Avengers: Endgame, in seguito al viaggio nel tempo servito a recuperare le gemme. Viene utilizzato da Bruce Banner per riportare in vita la metà dell'universo eliminata dallo Snap, attraverso lo schiocco denominato "Blip". Il terzo guanto dell'infinito viene costruito segretamente da Tony Stark e indossato da quest'ultimo per tutta la durata di Avengers: Endgame, venendo utilizzato nel finale con lo schiocco che porta alla cancellazione di Thanos e del suo esercito.